# Karl Porth
Karl Ludwig Porth (* 18. November 1833 in Dresden; † 19. März 1905 ebenda) war ein deutscher Theaterschauspieler.

## Leben und Wirken
Er war einer von zwei Söhnen des Schauspielers Friedrich Wilhelm Porth und lernte bei seinem Vater die Schauspielerei. 1852 hatte er in Bautzen seinen ersten öffentlichen Auftritt in Kabale und Liebe. Dem folgten Auftritte in Freiberg, Meißen und Chemnitz. In Weimar spielte er jugendliche Helden und Liebhaber, bevor er 1855 an das Schauspielhaus nach Berlin ging. 1860 wechselte er nach St. Petersburg an das Kaiserliche Deutsche Theater und 1863 nach Hannover an das Königliche Hoftheater. 
1871 kehrte er als königlicher Hofschauspieler nach Dresden zurück, wo damals noch sein Vater lebte, der 1874 starb. Hier spielte er nun meist Heldenväter, aber auch Wallenstein, Götz und Nathan. 1896 nahm er seinen Abschied von der Bühne. Er bildete aber weiter jungen Schauspielernachwuchs in Dresden aus.
Für seine Verdienste wurde er mit den Titeln Professor und Königlicher Hofrat ausgezeichnet. Er starb im Krankenhaus der Diakonissenanstalt im Alter von 71 Jahren.